# Blanche-Joséphine Le Bascle d'Argenteuil
Pour les articles homonymes, voir Argenteuil.
Blanche-Joséphine Le Bascle d'Argenteuil, par son mariage duchesse de Maillé, est une femme de lettres française, née à Tours le 22 avril 1787 et morte à La Roche-Guyon le 10 septembre 1851.

## Biographie

### Origines familiales
Blanche-Joséphine Le Bascle d'Argenteuil est née du mariage en 1779 de Jean-Louis-Marie Le Bascle, marquis d'Argenteuil (1749-1794) et de Catherine Barjot de Roncée.
Jean-Louis-Marie Le Bascle d'Argenteuil et sa sœur Marie-Louise-Victoire Le Bascle d'Argenteuil sont les deux premiers enfants nés du mariage célébré le 17 avril 1748 entre Jean-Louis-Nicolas Le Bascle d'Argenteuil (né le 19 octobre 1714, gouverneur de Troyes en 1745) et Marie Angélique Le Veneur (1720-1773).
Sa tante Marie-Louise-Victoire Le Bascle d'Argenteuil (1751-1829) épousera le 15 avril 1788 Charles Joseph Fortuné, Marquis d'Herbouville (1756-1829).

### Enfance
Elle émigre avec ses parents et ses deux sœurs à Hambourg où mourront ses parents et sa sœur cadette. En 1797, elle est ramenée en France par son oncle le marquis d'Herbouville qui l'élève et l'établit à Paris en 1809.

### Vie familiale
Elle épousa le 2 janvier 1811 Charles de Maillé de La Tour-Landry (1770-1837), 2e duc de Maillé. Ils eurent deux fils :
- Jacquelin (1815-1874), 3e duc de Maillé, qui épousa Jeanne d'Osmond ;
- Armand (1816-1903), qui épousa Jeanne Lebrun de Plaisance.

Elle fut première dame d'honneur de la duchesse de Berry sous la Restauration.
Elle meurt accidentellement, brûlée vive par son bougeoir en montant dans sa chambre au château de La Roche-Guyon chez les La Rochefoucauld.
Légitimiste, elle a laissé des mémoires, desquels ressort la finesse de son analyse politique.

## Œuvres
- Souvenirs des deux Restaurations. Journal inédit, présenté par Xavier de La Fournière, 1984
- Mémoires. 1832-1851, 1989 (réédition Paris, Lacurne, 2012   (ISBN 9782356030108). Préface et notes de Frédéric d'Agay).